# Peugeot 4008
Peugeot 4008 — компактный кроссовер Peugeot. Первая информация о его появлении появилась ещё в сентябре 2011 года, однако дебют автомобиля прошёл в марте 2012 года на Женевском автосалоне, вместе с Peugeot 208. Он базируется на платформе от Mitsubishi ASX, совместно с Citroën C4 Aircross.
Продажи модели в России начались в апреле 2012 года, цены начинались с 999 тысяч рублей. На российском рынке 
1. Конструктивные особенности — Пежо 4008 оснащен независимой пружинной подвеской типа McPherson спереди и многорычажной сзади, обеспечивавшей мягкий ход и легкость управления автомобилем. Несмотря на существование переднеприводной версии, на отечественный рынок поставлялись только модели с полноприводной трансмиссией в силу климатических и дорожных условий.
2. Двигатели нового поколения — Моторам для Peugeot 4008 инженеры уделили особое внимание, т.к. они должны были соответствовать последним экологическим требованиям и обладать высокой производительностью. Европейские модификации комплектовались:
  - бензиновым движком объемом 1,6 литра (115 л.с.) с крутящим моментом в 152 Нм. В качестве трансмиссии шла 5-ступенчатая «механика»;
  - экономичным 1,6-литровым НDi (115 л.с., 270 Нм), агрегированным с 6-тиступенчатой механической коробкой. Среди достоинств этого двигателя можно выделить расход топлива в комбинированном цикле — 4,6 литра на 100 км и рекордно низкие для класса С объемы выбросов СО2 в атмосферу — 119 г/км;
  - мощным 1,8-литровым турбодизелем (150 л.с., 300 Нм), сопряженным с 6МКПП.  В нашу страну кроссоверы поставлялись только с 2-литровым мотором мощностью 150 «лошадей» и 198 Нм крутящего момента в паре с 5МКПП или вариатором.

С февраля 2024 года 2 поколение автомобиля собирается в России на заводе ПСМА Рус в посëлке Росва Калужской области из китайских машинокомплектов.